# Елоді Наварр
Елоді Наварр (фр. Élodie Navarre; нар. 21 січня 1971, Париж, Франція) — французький акторка, режисерка і сценаристка.

## Біографія
Елоді Наварр народилася 21 січня 1979 року в Парижі. Її батько протягом 30 років займався перепродажем меблів, мати працювала в царині моди. У Елоді є сестра Дафна, художниця, і двоє братів — Стефан, гітарист фламенко, і Крістоф, кінорежисер. Елоді здобула музичну освіту в консерваторії X округу Парижа.

## Кар'єра
У 16-річному віці Елоді Наварр зіграла з Жаном Рошфором у телевізійному фільмі «Клара і її суддя» режисера Жоеля Сантоні.
У середині 1990-х Наварр стабільно брала участь у зйомках в кіно і на телебаченні. Співпрацювала з такими режисерами, як Маріон Верну («Любов плюс», 1996), Мішель Азанавічус («Мої друзі», 1999), Александр Жарден («Викладач», 2000), Летиція Коломбані («Любить — не любить», 2002) і Жиль Паке-Бреннер («Розплата», 2003).
У 2003 році Елоді Наварр виконала роль Аурель Міллер у культовій драмі режисера Яна Самюеля «Закохайся в мене, якщо наважишся». Історія про любовну гру, що виникла між хлопчиком і дівчинкою в ранньому дитинстві і тривала до останнього подиху, принесла акторці загальне визнання не лише у Франції, але й у світі.
У 2000-х Наварр знялася й у романтичній мелодрамі Робера Саліса «Вища школа» (2003), комедії «Доки не стане надто пізно», драмі «Діалог з моїм садівником» (2007), романтичній комедії «Мистецтво кохати» (2011) і багатьох інших. Окрім роботи в кіно і на телебаченні, виступає на театральній сцені.
У 2010 році Наварр отримала Приз Сюзанни Б'янкетті від Товариства драматичних авторів і композиторів (фр. Société des auteurs et compositeurs dramatiques SACD).
У 2013 році Елоді Наварр дебютувала як режисерка, знявши за власним сценарієм короткометражку «Ось і все на сьогодні» (фр. Ce sera tout pour aujourd'hui).

## Фільмографія (вибіркова)
| Рік       |    | Українська назва                     | Оригінальна назва                            | Роль                 |
| --------- | -- | ------------------------------------ | -------------------------------------------- | -------------------- |
| 1996      | ф  | Любов плюс...                        | Love, etc.                                   | Елеонора             |
| 1997      | тф | Клара і її суддя                     | Clara et son juge                            | Клара                |
| 1997      | тф | Літній шторм                         | Le garçon d'orage                            | Жанна                |
| 1997—2009 | с  | Луї Паж                              | Louis Page                                   | Ізабель              |
| 1997      | ф  |                                      | Tangier Cop                                  | Еліс                 |
| 1998—2010 | с  | Союз адвокатів                       | Avocats & associés                           | Орелі Кордьє         |
| 1999      | тф | Свідок                               | L'occasionnelle                              | Мелані               |
| 1999      | ф  | Мої друзі                            | Mes amis                                     | Ізабель              |
| 2000      | ф  | Місце злочину                        | Scènes de crimes                             | Марі Буржон          |
| 2000      | ф  | Викладач                             | Le prof                                      | Полін                |
| 2000      | кф | Маркіз                               | Le marquis                                   |                      |
| 2001      | тф |                                      | Fatou la Malienne                            | Гаель                |
| 2002      | ф  | Любить — не любить                   | À la folie... pas du tout                    | Аніта                |
| 2003      | ф  | Розплата                             | Gomez & Tavarès                              | Пауліна              |
| 2003      | ф  | Закохайся в мене, якщо наважишся     | Jeux d'enfants                               | Аурель Міллер        |
| 2003      | тф | Настінні фрукти                      | Fruits mûrs                                  | Сандрін Рікур        |
| 2003      | тф |                                      | Un amour en kit                              | Дельфін              |
| 2003      | ф  | Вища школа                           | Grande école                                 | Емелін               |
| 2004      | тф | П'єра і Жан                          | Pierre et Jean                               | Таня Дубровськи      |
| 2004      | тф | Невловимий                           | L'insaisissable                              | Максим Ковач, донька |
| 2005      | тф | Жінки перші                          | Les femmes d'abord                           | Єва                  |
| 2005      | ф  | Суфлер                               | Le souffleur                                 | Мелані               |
| 2005      | ф  | Поки не стане надто пізно            | Avant qu'il ne soit trop tard                | Соланж               |
| 2005      | ф  | Імперія вовків                       | L'empire des loups                           | La fliquette         |
| 2005      | ф  | Кавалькада                           | Cavalcade                                    | Бландін              |
| 2006      | тф | Літери Червоного моря                | Lettres de la mer rouge                      | Armgart              |
| 2006      | тф | Пил кохання                          | Poussière d'amour                            | Кароліна             |
| 2006      | ф  | Школа для усіх                       | L'école pour tous                            | Півонія              |
| 2007      | ф  | Танцюй з ним                         | Danse avec lui                               | пані Поль            |
| 2007      | кф | Актор                                | Acteur                                       |                      |
| 2007      | ф  | Жан де Лафонтен — виклик долі        | Jean de La Fontaine - Le défi                | герцогиня де Бульйон |
| 2007—2009 | с  | Репортери                            | Reporters                                    | Софі Косінськи       |
| 2007      | с  | Клан Паск'є                          | Le clan Pasquier                             | Сесіль               |
| 2007      | ф  | Діалог з моїм садівником             | Dialogue avec mon jardinier                  | Кароль               |
| 2008      | тф |                                      | Drôle de Noël!                               | Валері               |
| 2009      | с  | Загадкові вбивства Агати Крісті      | Les petits meurtres d'Agatha Christie        | Ельвіра Моренкова    |
| 2009      | тф | Школа влади                          | L'école du pouvoir                           | Каролін Сег'є        |
| 2009      | ф  |                                      | No pasaran                                   | Скарлетт             |
| 2009      | ф  | Державна справа                      | Une affaire d'état                           | Катрін               |
| 2010      | с  | Каштани пустелі                      | Les châtaigniers du désert                   | Марі де Вальшейм     |
| 2011      | ф  | Пригоди Філібера                     | Les aventures de Philibert, capitaine puceau | Інес                 |
| 2011      | ф  | Мистецтво кохати                     | L'art d'aimer                                | Ванесса              |
| 2013      | тф | Шанхай блюз — Новий світ             | Shanghaï Blues, nouveau monde                | Марина               |
| 2013      | ф  | Опіум                                | Opium                                        | циганка              |
| 2014      | кф | Де ти був, коли помер Майкл Джексон? | T'étais où quand Michael Jackson est mort?   |                      |
| 2015      | с  | Бюро легенд                          | Le Bureau des Légendes                       | Емілі Дюфло          |